# Komáromi csata (1532)
A további jelentéseket lásd a Komáromi csata egyértelműsítő lapon!
A komáromi vízi csata az osztrák és magyar naszádosok között lezajlott összecsapás volt Komárom alatt a Dunán, körülbelül 1532. szeptember 17-én.
1532-ben I. Szulejmán ismét Bécs elfoglalására indult, de Kőszeg ostromába fogott bele. Serege más jelentősebb osztrák és Habsburg Ferdinánd magyar hívei kezében levő erősséget nem foglaltak el, ehelyett azokkal Szapolyai János foglalkozott. Mivel jelentősebb létszámú ereje nem volt Szapolyainak, ezért főleg portyázott a szultán háta mögött, egészen Magyaróvárig jutva el.
Egy hatvannyolc fős folyami hajóhaddal egészen Komáromig tört, ahol egy aránylag kisebb, negyvenkilenc naszádból álló osztrák vízi haddal mérte össze erejét. Szapolyai túlerejét kihasználva megsemmisítette az osztrákokat, akiknek csak 16 naszádjuk maradt meg. A győzelem ellenére naszádjaival nem foglalhatta el Komáromot, mert semmilyen mezei haderővel nem bírt, a naszádok legénysége kevés volt és a tüzérségi felszerelés sem volt elegendő, hogy a vár falaiban komolyabb kárt tehessenek. Komárom és a fő erősség, Esztergom visszafoglalásáról Szapolyainak le kellett tennie. A szultán is visszavonulni kényszerült török területre, de a Bécsnél összegyűlt keresztény sereg nem követte, bár Szapolyai sokáig attól félt, ha a szultánt nem is, a roppant méretű birodalmi, osztrák, spanyol, horvát, magyar és cseh sereg, amelyet Ferdinánd és V. Károly vezetett, egyszer betör Magyarországra, akkor ő fegyveres erő híján nem fogja tudni megvédeni magát velük szemben. Ez a támadás is elmaradt.